# Prima Divisione 1941-1942 (pallacanestro femminile)
La Prima Divisione 1941-1942 è stata l'ottava edizione di questo campionato italiano di pallacanestro femminile, la seconda come terzo livello. Fu disputato a livello interregionale su 4 gironi con ammissione alla finale delle vincenti di ogni girone di qualificazione.

## Girone I (Torino)
- Dop. Borletti Milano
- Gil Italo Balbo Milano
- Dop. A Falck Sesto S. Giovanni
- Dop. Bernocchi Legnano

## Girone II (Milano)
- Polisportiva Giordana Genova
- Guf Pavia
- Gil Cuneo
- A.S. Reyer Venezia

## Girone III (Bologna)
- Guf Cremona
- Guf Firenze
- Guf Livorno
- Dop. E. Toti Padova
- Dop. Modiano Trieste

## Girone IV (Firenze)
- Gil Pesaro
- Dop. R.D.B. Piacenza
- Gil Tellini Genova
- Dop. A.T.B. Brescia
- Guf Roma